# Tabanus colchidicus
Tabanus colchidicus är en tvåvingeart som beskrevs av Olsufjev 1970. Tabanus colchidicus ingår i släktet Tabanus och familjen bromsar. Inga underarter finns listade i Catalogue of Life.